# Musikjahr 1436
Liste der Musikjahre

◄◄ | ◄ | 1432 | 1433 | 1434 | 1435 | Musikjahr 1436 | 1437

Weitere Ereignisse
Dieser Artikel behandelt das Musikjahr 1436.

## Ereignisse

### Heiliges Römisches Reich

#### Alte Eidgenossenschaft
- Der Dichter und Musiker Heinrich Laufenberg, der 1421 capellanus and viceplebanus in Freiburg war und hier 1424 ein Haus gekauft hat, ist 1433 und 1434 als Dekan des St. Mauritius-Chorherrenstift in Rupperswil bei Zofingen nachweisbar und hat sich mindestens bis 1438 in Zofingen aufgehalten.[1] Seine Abwesenheit von seiner Pfründe am Freiburger Münster von 1436 bis 1438 ist dokumentiert.[2]

#### Basel
- Der Sänger und Kleriker Nicolaus de Merques aus Arras wird im November 1433 zusammen mit Johannes Brassart offiziell in die Kapelle des Konzils zu Basel aufgenommen, wo er zumindest bis 1436 wirkt.[3][4]

#### Freie Reichsstadt Nürnberg
- Der Bäcker und Meistersinger Konrad Nachtigall wird 1436 Bäckermeister in Nürnberg.[5]
- Der Spengler und Meistersinger Konrad Vogelsang wird 1436 in Nürnberg Handwerksmeister.[6]

#### Fürstbistum Augsburg
- In Füssen entwickelt sich über die Jahrhunderte ein florierender Musikinstrumentenbau. Ab 1436 sind die Lauten- und Geigenbauer in der Stadt ansässig.[7]

#### Fürstbistum Lüttich
- Der Komponist Johannes de Limburgia ist von ungefähr 1408 bis 1431 in Lüttich tätig. 1436 erhält er ein Kanonikat in Huy.[8]

#### Herzogtum Österreich
- Der Lehrer und Kanoniker Hermannus Poetzlinger – „einer der Hauptschreiber und urprünglicher Besitzer des Codex Sankt Emmeram“[9] – immatrikuliert sich 1436 an der Universität Wien.

#### Hochstift Cambrai
- Der französische Theologe, Musiktheoretiker und Poet Egidius Carlerius, der 1433 vom Konzil von Basel nach Böhmen und 1434 an den Hof Karls VII. von Frankreich entsandt wurde, wird 1436 „zum Dekan der Kathedrale von Cambrai ernannt, ein Amt, das er bis zu seinem Lebensende“ bekleidet.[10]
- In Cambrai, das im späten 12. und 13. Jahrhundert ein Zentrum der Trouvère-Musik war, finden 1366, 1427, 1428, 1435, 1436 und 1437 jährliche Minnesängerschulen statt.[11]

### Herzogtum Burgund
- Nach den Angaben eines gewissen Guillaume Benoit ist Gilles Binchois am burgundischen Hof Philipps des Guten im Jahr 1427 schon ein Begriff. Weil aber die Gehaltslisten von 1419 bis 1436 fehlen, ist nicht genau bekannt, ab welchem Jahr er tatsächlich der burgundischen Hofkapelle beitritt, um ihr bis 1452 aktiv anzugehören. Der früheste Beleg für seinen dortigen Dienst stellt erst seine Motette Nove cantum melodie dar, komponiert zur Taufe von Anthoine von Burgund, dem Sohn Philipps des Guten und Isabellas von Portugal am 18. Januar 1431.[12]
- Der Komponist Lambertus Brabant ist wahrscheinlich mit Jehan Lambert, dit de la Bassee identisch, einem Sänger der von 1436 bis 1467 Mitglied der burgundischen Hofkapelle ist.[13]
- Der Sänger Jean Caron wirkt von 1436 bis 1474 am burgundischen Hof.[14]
- Der Sänger Jehan Augustin du Passaige, der 1433 in die Dienste des Königs von Zypern getreten war, kehrt 1436 in die Kapelle der Herzöge von Burgund zurück.[15]

### Italienische Staaten

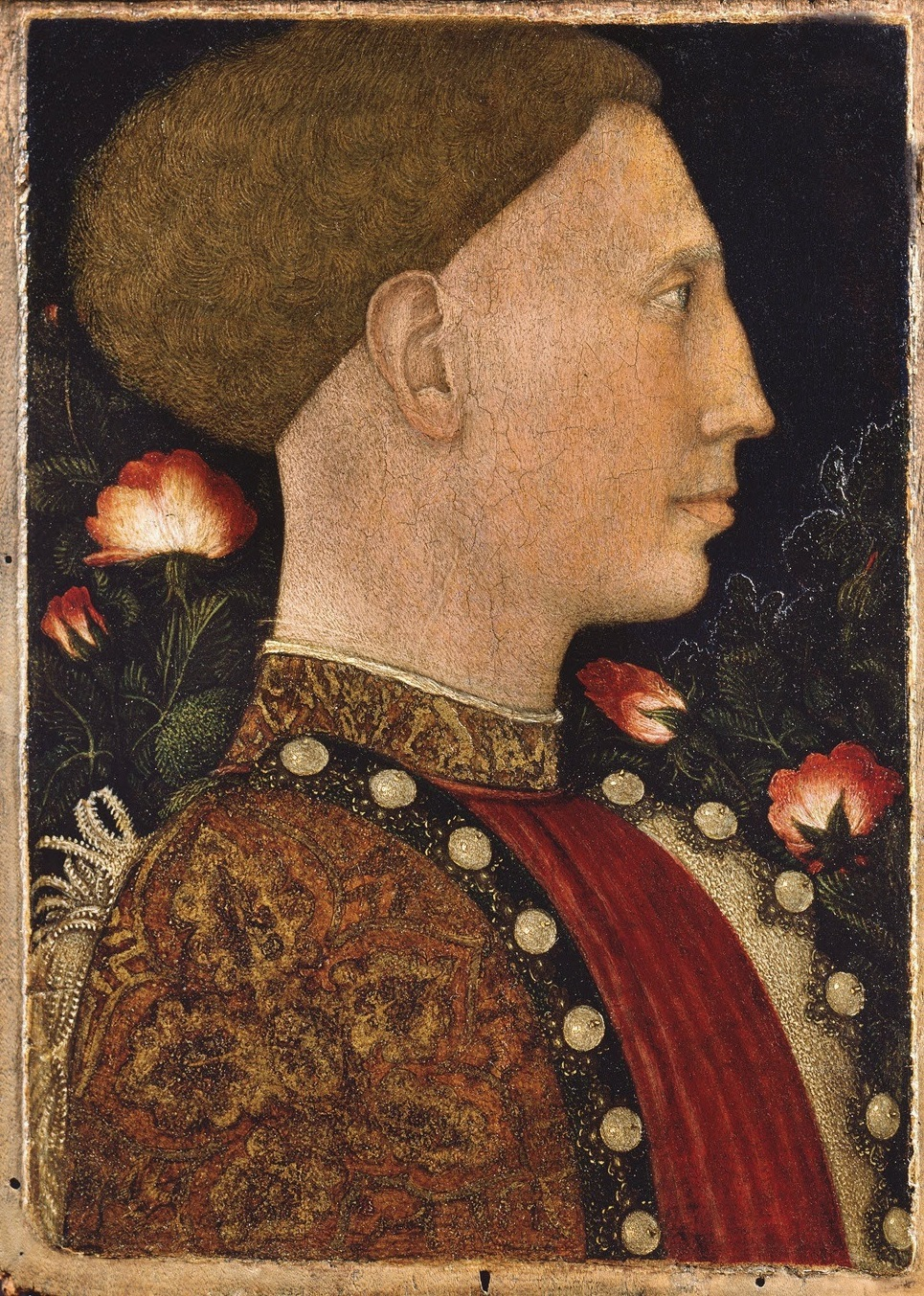
Porträt des Lionello d’Este von Pisanello

#### Herzogtum Ferrara
- Mit Leonello d’Este beginnt „trotz seiner kurzen Herrschaft als Marquis (1441–1450) die Blütezeit der ferraresischen Kunst und Literatur, und auch die Musik erhielt starke Impulse“. Leonello gründet „eine Hofkapelle „nach königlichem Vorbild“ und“ holt „Sänger aus dem Ausland, um sie zu besetzen. Von vier Sängern im Jahr 1436“ erhöht „er die Cappella auf mindestens zehn im Jahr 1450, darunter zu verschiedenen Zeiten Johannes Fede, Niccolò Tedesco, Giovanni de Leodio, Andrea da l’Organo und Zoanne de Monte“.[16]
- Der Organist und Lautenist Nikolaus Krombsdorfer ist „von 1436 bis 1462 in Ferrara vorwiegend als Instrumentalist tätig“. Er ist wahrscheinlich „mit Niccolò Tedesco identisch“.[17]
- Der Sänger und Musiker Niccolò Tedesco ist von 1436 bis 1462 in Ferrara als cantor et pulsator (deutsch: Sänger und Trommler?) für die Herzogsfamilie Este tätig. „Seinen Ruf als hervorragender Musiker bezeugen sowohl sein hohes Einkommen ... als auch wiederholte Aufträge (1436 und 1441), nördlich der Alpen Spieler für weltliche Musik (»piffari«) zu rekrutieren.“[16][18]

#### Kirchenstaat
- Biagio di Antonio da Cagli ist 1436 als Organist in Fano tätig.[19]
- Der franko-flämische Komponist, Sänger und Musiktheoretiker Guillaume Dufay, der seit Dezember 1428 Mitglied der päpstlichen Kapelle in Rom war[20][21] und – nach Beurlaubung durch den Papst – in den Jahren 1433 bis 1435 für Herzog Amadeus VIII. von Savoyen in Chambéry als maistre de chapelle (Kapellmeister) gearbeitet hat, kehrt 1435 in die päpstliche Kapelle zurück und ist hier bis Mai 1437 tätig.[20][21] Anfang 1436 gewährt ihm Papst Eugen IV. „eine Semipräbende in Tournai, und am 9. September 1436“ wird „ihm durch ein Motu proprio ... eine neue Pfründe, ein Kanonikat in Cambrai, zuerkannt.“[20] Zur Weihe des Doms zu Florenz (mit der berühmten Kuppel von Brunelleschi) am 25. Mai 1436 komponiert Dufay die Motette Nuper rosarum flores.[20]
- Der italienische Komponist Nucella wird von 1401 bis 1436 in päpstlichen Briefen genannt, „erscheint jedoch in keinem der erhaltenen Kapellenlisten“.[22]
- Der päpstliche Chor, der aus der römischen Schola Cantorum hervorgegangen ist, beschäftigt „1436 nur neun Sänger“, wächst „1450 auf 18, 1533 auf 24 und 1594 auf 28 an; 1625“ wird „seine Stärke dauerhaft auf 32 festgelegt“.[23]
- In den Jahren 1425–1427 und 1436–1437 gibt es Versuche Knaben als Chorsänger der päpstlichen Kapelle in Rom einzusetzen. Beide Versuche scheitern und es bleibt beim Einsatz ausschließlich erwachsener Sänger, wobei „der Sopranpart ... zunächst von Falsettisten und ab Mitte des 16. Jahrhunderts zunehmend von Kastraten gesungen“ wird.[24]

#### Republik Florenz
- Der Sänger und Komponist Benoit ist 1436 bis 1437 als Sänger der Orsanmichele-Bruderschaft in Florenz tätig.[25]

#### Republik Venedig
- Der Komponist Johannes de Quadris hat 1436 möglicherweise „eines der ersten Dienstjahre“ am Markusdom in Venedig.[26][27]
- Der italienische Komponist Petrus Rubeus, der von März 1417 bis Mai 1446 in der Kathedrale von Treviso tätig ist, erhält hier 1420 ein Kanonikat und 1436 weitere Kanonikate in Asolo und Montebelluna.[28]

### Königreich England
- Der englische Komponist John Dunstable ist vermutlich seit 1427 canonicus und musicus in Diensten des Herzogs von Bedford, der nach dem Tod seines Bruders, König Heinrichs V., von 1422 bis 1435 Regent von Frankreich ist. Gleichzeitig dürfte er von 1427 bis 1436 auch im Dienste der Königin Johanna von Navarra gestanden haben.[29]

### Königreich Frankreich
- Im 14. und 15. Jahrhundert ist es für Minnesänger und Instrumentalisten „in den nördlichen Regionen Frankreichs Brauch, während der Fastenzeit jährliche Versammlungen („Escolles“) abzuhalten, um berufliche Informationen auszutauschen, beispielsweise über den Bau und das Spielen von Instrumenten sowie über neues Repertoire. Die wichtigsten Versammlungen“ finden „in Ypern (1313–1432), Beauvais (1398–1436), Cambrai (1427–40), Saint-Omer (1424–41) und in Städten der Niederlande (Brügge, Brüssel, Mons) statt“.[30]

## Kompositionen und Schriften
- Guillaume Dufay
  - Nuper rosarum flores/Terribilis est zu vier Stimmen (zur Einweihung von Santa Maria del Fiore in Florenz durch Eugen IV., 24. März 1436)[20][21][31][32][33]
  - Salve flos Tusce/Vos nunc Etruscorum iubar/Viri mendaces zu vier Stimmen (zum Lob von Florenz und den Frauen von Florenz, wahrscheinlich 1436)[20]
  - Mirandas parit hec urbs zu drei Stimmen (zum Lob von Florenz und seinen Damen; wahrscheinlich 1436)[20]
- Johannes de Quadris – Magnificat (Mai 1436)[27]

## Geboren

### Geboren vor 1436
- Benoit, französischer Sänger und Komponist († nach 1455)[25]
- Konrad Nachtigall, Nürnberger Bäckermeister und Meistersinger († um 1484)[5]
- Niccolò Tedesco, Sänger und Musiker († nach 1462)[18]

## Gestorben

### Genaues Todesdatum unbekannt
- nach 20. September: Paolo da Firenze, italienischer Komponist und Musiktheoretiker (* um 1355)[34]
- nach 16. Dezember: Jean Hanelle, französischer Sänger, Komponist und Schriftsteller (* um 1380–1385)[35]

### Gestorben um 1436
- Filippo da Caserta, italienischer Komponist (* um 1350)
- Thomas Damett, Komponist (* um 1390)[36][37]
- Paolo da Firenze, Komponist, Musiktheoretiker und Kleriker (* um 1355)[38]

### Gestorben nach 1436
- Nucella, italienischer Komponist (* vor 1401)[39]